# Ronald Waterreus
Ronald Waterreus (wym. /ˈroʊ̯.nɑɫt ˈʋaː.tə.ˌrøʏ̯s/) ur. 25 sierpnia 1970 w Lemiers) – piłkarz holenderski grający na pozycji bramkarza. Nosi przydomek "Ronnie".

## Kariera klubowa
Pierwszym klubem w karierze Waterreusa był amatorski klubik RKVVM Margraten. Dopiero potem trafił do Rody JC Kerkrade i już w 1992 roku został jej pierwszym bramkarzem. W Eredivisie zadebiutował 15 sierpnia 1992 w przegranym 0:2 wyjazdowym meczu z PSV Eindhoven. W Rodzie spędził 2 lata i spisywał się na tyle dobrze, że zainteresowanie jego osobą nie uszło wśród czołowych klubów Eredivisie i latem 1994 Ronald podpisał kontrakt z PSV. W pierwszym sezonie bronił jeszcze na przemian z doświadczonym byłym reprezentantem kraju, Stanleyem Menzo, ale od 1995 roku miał już niemal nieprzerwanie pewne miejsce w podstawowej jedenastce klubu. Swój pierwszy sukces z klubem z Eindhoven Waterreus odniósł już w 1996, gdy wywalczył Puchar Holandii, a rok później po raz pierwszy został mistrzem kraju. Grając w PSV wyrósł na jednego z najlepszych bramkarzy ligi obok Edwina van der Sara oraz Eda de Goeya i przez 10 lat gry w tym klubie jeszcze trzykrotnie zdobywał z nim mistrzostwo Holandii (2000, 2001 oraz 2003) oraz grał w Lidze Mistrzów. W barwach PSV wystąpił w 225 meczach ligowych i jeszcze jedynie w sezonie 2001/2002 nie miał pewnego miejsca w składzie, gdy rywalizował z Czarnogórcem Ivicą Kraljem.
W 2004 roku Waterreus przeszedł do Manchesteru City. Tam konkurował z Davidem Jamesem i Geertem De Vliegerem, jednak wskutek kontuzji ani razu nie pojawił się na boiskach Premiership i zimą 2005 został wytransferowany do Rangers F.C. Dotychczasowy pierwszy bramkarz Stefan Klos doznał kontuzji i na jego miejsce wskoczył Waterreus, który także przez sezon 2005/2006 był pierwszym bramkarzem Rangersów. Nie zyskał jednak nigdy sympatii kibiców Rangersów, których skrytykował w jednej z holenderskich gazet.
7 czerwca 2006 Waterreusowi skończył się kontrakt z klubem z Glasgow, ale nie podpisał nowego i na zasadzie wolnego transferu w grudniu przeszedł do AZ Alkmaar. Tam zastąpił kontuzjowanych Joeya Didulicę oraz Khalida Sinouha, a w styczniu 2007 wyjechał do Stanów Zjednoczonych, gdzie został bramkarzem New York Red Bulls.
| Sezon   | Klub               | Kraj              | Rozgrywki                         | Mecze | Bramki |
| ------- | ------------------ | ----------------- | --------------------------------- | ----- | ------ |
| 1992/93 | Roda JC Kerkrade   | Holandia          | Eredivisie                        | 31    | 0      |
| 1993/94 | Roda JC Kerkrade   | Holandia          | Eredivisie                        | 34    | 0      |
| 1994/95 | PSV Eindhoven      | Holandia          | Eredivisie                        | 20    | 0      |
| 1995/96 | PSV Eindhoven      | Holandia          | Eredivisie                        | 33    | 0      |
| 1996/97 | PSV Eindhoven      | Holandia          | Eredivisie                        | 31    | 0      |
| 1997/98 | PSV Eindhoven      | Holandia          | Eredivisie                        | 33    | 0      |
| 1998/99 | PSV Eindhoven      | Holandia          | Eredivisie                        | 32    | 0      |
| 1999/00 | PSV Eindhoven      | Holandia          | Eredivisie                        | 30    | 0      |
| 2000/01 | PSV Eindhoven      | Holandia          | Eredivisie                        | 31    | 0      |
| 2001/02 | PSV Eindhoven      | Holandia          | Eredivisie                        | 18    | 0      |
| 2002/03 | PSV Eindhoven      | Holandia          | Eredivisie                        | 27    | 0      |
| 2003/04 | PSV Eindhoven      | Holandia          | Eredivisie                        | 33    | 0      |
| 2004/05 | Manchester City    | Anglia            | Premiership                       | 0     | 0      |
| 2004/05 | Rangers F.C.       | Szkocja           | Scottish Premier League           | 13    | 0      |
| 2005/06 | Rangers F.C.       | Szkocja           | Scottish Premier League           | 36    | 0      |
| 2006/07 | AZ Alkmaar         | Holandia          | Eredivisie                        | 5     | 0      |
| 2007    | New York Red Bulls | Stany Zjednoczone | Major League Soccer               |       |        |
|         |                    |                   | Łącznie w Eredivisie              | 355   | 0      |
|         |                    |                   | Łącznie w Scottish Premier League | 49    | 0      |

## Kariera reprezentacyjna
W reprezentacji Holandii Waterreus zadebiutował 15 sierpnia 2001 w wygranym 2:0 meczu z Anglią, po przerwie zmieniając Edwina van der Sara. Wtedy jednak nie miał szans na grę w podstawowym składzie "Oranje", gdyż van der Sar miał niepodważalne miejsce w bramce. W 2004 roku Waterreus obok Sandera Westervelda był rezerwowym bramkarzem w kadrze na Euro 2004. Na turnieju nie wystąpił w żadnym meczu, a z Holandią zajął miejsca 3.-4. Ostatni, swój siódmy mecz w kadrze rozegrał w czerwcu jeszcze przed mistrzostwami, gdy Holandia wygrała 3:0 z Wyspami Owczymi.

## Sukcesy
- Mistrzostwo Holandii: 1997, 2000, 2001, 2003 z PSV
- Puchar Holandii: 1996 z PSV
- Udział w ME: 2004 (nie grał)